# 第15步兵師 (德國國防軍)
第15步兵師（德語：15. Infanterie-Division）是威瑪共和國防衛軍陸軍、納粹德國國防軍陸軍的一個步兵師。該師於1934年10月在维尔茨堡組建。
第二次世界大戰期間，該師參與入侵法國行動。1941年6月，該師參與巴巴羅薩行動。
該師一直在東線作戰，直至1944年8月第二次雅西-奇西瑙攻勢被殲。
該師於同年10月在克卢日-纳波卡重建，最後於1945年5月在布羅德向苏联红军投降。

## 引用
1. 1 2  Tessin 1970，第5–7頁.